# Lucius Aemilius Paullus (Konsul 50 v. Chr.)
Lucius Aemilius (Lepidus) Paullus war ein römischer Senator der späten Republik.
Er war Sohn des Marcus Aemilius Lepidus, des Konsuls des Jahres 78 v. Chr., und damit Bruder des späteren Triumvirn Marcus Aemilius Lepidus. Aemilius Paullus trat zuerst in Erscheinung, als er 63 v. Chr. Anklage gegen Lucius Sergius Catilina erhob. Auch in den folgenden Jahren schloss er sich politisch Marcus Tullius Cicero an, der ihn später als „einen Bürger mit einzigartiger Tugend“ (singulari virtute civem) lobte, allerdings im Kontrast zu seinem Feind Publius Clodius Pulcher. Aemilius Paullus war vermutlich Münzmeister im Jahr 62 v. Chr. Danach war er Quästor im Jahr 59 v. Chr. (eventuell schon 60 v. Chr.) und diente dabei unter dem Proprätor Gaius Octavius in Makedonien. Zu dieser Zeit versuchte ihn der später berüchtigte Lucius Vettius, ein in Diensten Gaius Iulius Caesars stehender Denunziant, in eine Affäre hineinzuziehen. Er behauptete, Paullus habe sich an einer Verschwörung gegen Gnaeus Pompeius Magnus beteiligt. Zur fraglichen Zeit hatte sich dieser jedoch als Quästor in Makedonien aufgehalten. 57 v. Chr. unterstützte Aemilius Paullus die Forderung nach Rückberufung Ciceros aus der Verbannung. Auch bei der Verteidigung des Publius Sestius im folgenden Jahr stand er Cicero bei.
Im Jahr 55 v. Chr., vielleicht auch schon ein Jahr früher, war Aemilius Paullus vermutlich kurulischer Ädil. Bezeugt ist, dass er in diesem Jahr damit begann, die von seiner Familie errichtete Basilica Aemilia auf dem Forum Romanum wiederherzustellen. 53 v. Chr. wurde Paullus, vielleicht auch aufgrund dieser demonstrativen Freigebigkeit, zum Prätor gewählt. Da die Wahlen erst im Sommer stattfanden, umfasste seine Amtszeit nur die zweite Jahreshälfte. Mit Unterstützung durch Gnaeus Pompeius Magnus wurde Aemilius Paullus 50 v. Chr. Konsul, zusammen mit Gaius Claudius Marcellus. Im Gegensatz zu seinem Kollegen und anders als nach seinem bisherigen politischen Auftreten erwartet verhielt er sich in den Spannungen dieses Jahres vor Ausbruch des Bürgerkriegs passiv, da Caesar ihn mit einer ungeheuren Summe (angeblich 1500 Talente Silber, fast 40 Tonnen) bestochen hatte, die er zur Finanzierung des Baus der Basilica benötigte.
In den folgenden Jahren des Bürgerkriegs und der Diktatur Caesars wird Aemilius Paullus nicht erwähnt. Er erscheint in den Quellen erst wieder nach Caesars Ermordung, als er im April 44 v. Chr. Cicero über die politischen Ereignisse in Rom berichtete. 43 v. Chr. wurde er zusammen mit zwei weiteren Senatoren, Gaius Fannius und Quintus Minucius Thermus, als Gesandter zu Sextus Pompeius nach Massilia geschickt, um diesen im Mutinensischen Krieg zur Militärhilfe gegen Marcus Antonius zu bewegen. Zu diesem Zeitpunkt stand Paullus wieder auf der Seite der von Cicero geführten Senatspartei; im Juni 43 v. Chr. unterstützte er den Senatsbeschluss, mit dem sein Bruder und Marcus Antonius geächtet wurden, die zu dieser Zeit eigenständige Heereskommandos führten. Nachdem Marcus Aemilius Lepidus zusammen mit Antonius und Octavian das so genannte „Zweite Triumvirat“ gebildet hatte, ließ er seinen Bruder Paullus an die Spitze der Proskriptionslisten der für vogelfrei erklärten Römer setzen. Aemilius Paullus konnte entkommen, weil Centurionen sich weigerten, den Bruder des Triumvirn zu töten (vielleicht mit Lepidus’ Billigung), und floh zum Caesarmörder Marcus Iunius Brutus. Nach dessen Niederlage und Tod in der Schlacht bei Philippi ging er ins Exil nach Milet, das er nicht mehr verließ, obwohl er (wohl nach dem Vertrag von Misenum) das Angebot zur Rückkehr bekam.
Sein Sohn Paullus Aemilius Lepidus war Suffektkonsul 34 v. Chr. und vollendete den von seinem Vater begonnenen Neubau der Basilica Aemilia.